# HC Brno
Der HC Brno war ein tschechischer Eishockeyverein aus Brünn (tschechisch: Brno), der 1910 in Královo Pole, einem Stadtteil von Brünn, als SK Královo Pole gegründet wurde und der 1993 aufgelöst wurde.
Die Heimspiele des Vereins wurden ab 1947 im Stadion Za Lužánkami ausgetragen, das bis zu 10.200 Zuschauern Platz bot. Meist spielte der Verein in der zweiten Spielklasse der Tschechoslowakei, der 2. Liga, schaffte aber 1949, 1958 und 1975 den Aufstieg in die 1. Liga.

## Geschichte
Die Mannschaft spielte in ihrer Geschichte unter diversen Namen:
- 1910 bis 1936/37 – SK Královo Pole
- 1936/37 bis 1948/49 – SK Královo Pole
- 1948/49 – Sokol Královo Pole
- 1949/50 bis 1952/53 – ZSJ GZ Královo Pole
- 1953/54 bis 1958/59 – Spartak Královo Pole
- 1959/60 bis 1963/64 – Královopolská Brno
- 1964/65 bis 1965/66 – KPS Brno
- 1966/67 – Královopolská Brno
- 1967/68 bis 1968/69 – KPS Brno
- 1969/70 bis 1982/83 – Ingstav Brno
- 1983/84 bis 1989/90 – Lokomotiva Ingstav Brno
- 1990/91 bis 1992/93 – HC Brno

## Erfolge
- Meister der zweiten Spielklasse 1975, 1964, 1958, 1949
- Meister der dritten Spielklasse 1962